# Delta Queen
Le Delta Queen est un bateau à vapeur américain à roue à aubes. Il mesure 86,9 mètres de long pour 17,7 mètres de large. Il pèse 1 676 tonnes et a une capacité de 200 passagers. Il a été construit au début du XXe siècle. Aujourd'hui, il sert de bateau de croisière sur le Mississippi et ses affluents depuis le port de La Nouvelle-Orléans en Louisiane.
Il est inscrit comme National Historic Landmark depuis juin 1989.
Il est hors-service depuis 2009. En cours de restauration.[réf. souhaitée]